# Ulysse Bozonnet
Joseph Ulysse Bozonnet (* 21. Juli 1922 in Sainte-Foy-Tarentaise; † 12. Januar 2014 ebenda) war ein französischer Soldat der Gebirgstruppe, Militärpatrouillen-Läufer und Autor.
Er war bei den Olympischen Winterspielen 1948 in St. Moritz Mitglied der französischen Mannschaft beim Vorführbewerb Militärpatrouillenlauf, die den fünften Platz erzielte. Kapitän der französischen Mannschaft war Leutnant Émile Paganon, der auch Zugführer des Skiaufklärer-Zuges war, in dem Bozonnet während des Zweiten Weltkriegs als Mannschaftsdienstgrad diente.

## Belege
1. ↑  Nachruf: Avis de décès de Monsieur Joseph Ulysse BOZONNET, französisch, abgerufen am 17. Dezember 2023

| Personendaten    | Personendaten                       |
| ---------------- | ----------------------------------- |
| NAME             | Bozonnet, Ulysse                    |
| ALTERNATIVNAMEN  | Bozonnet, Joseph Ulysse             |
| KURZBESCHREIBUNG | französischer Autor und Skisportler |
| GEBURTSDATUM     | 21. Juli 1922                       |
| GEBURTSORT       | Sainte-Foy-Tarentaise               |
| STERBEDATUM      | 12. Januar 2014                     |
| STERBEORT        | Sainte-Foy-Tarentaise               |